# Conrad II de Raitenbuch
Conrad II de Raitenbuch (né avant 1167, mort le 11 juin 1185) est le vingt-quatrième évêque de Ratisbonne et prince-évêque de la principauté épiscopale de Ratisbonne de 1167 à sa mort.

## Biographie
Konrad II est issu de la maison de Raitenbuch (de), famille de ministériels et de noblesse bavaroise. Conrad Ier, qui l'a précédé comme évêque de Ratisbonne de 1126 à 1132, était son oncle. Josef Staber (de) nomme le comte Siboto Ier de Neunburg et Falkenstein (de), le fondateur de l'abbaye de Weyarn (de), comme son père.
Il est confirmé par l' empereur Frédéric Ier comme un homme capable d' aider le diocèse complètement délabré et appauvri de Ratisbonne
En 1175, il est dans l'armée impériale lors de la prise infructueuse de la forteresse d'Alexandrie. Il assiste au troisième concile du Latran en 1179. Il est l'un des partisans du pape Alexandre III.